# Ahmed Hamoudi
Ahmed Mohamed Bekhit Abdelgaber Hamoudi (arabisch أحمد حمودي, DMG Aḥmad Ḥammūdī; * 30. Juli 1990) ist ein ägyptischer Fußballspieler. Er stand bis zum Ende der Saison 2015/16 beim FC Basel unter Vertrag. Seit 2013 gehört er dem Kader der ägyptischen Nationalmannschaft an.

## Karriere
Am 29. Juli 2014 verpflichtete der FC Basel Hamoudi und stattete ihn mit einem Vierjahresvertrag aus. Zuvor spielte er in der ägyptischen Premier League für den Smouha Sporting Club und schoss in der Saison 2013/14 insgesamt 8 Tore in der Meisterschaft und beendete diese auf dem zweiten Platz hinter al Ahly Kairo.
Sein Debüt für die erste Mannschaft des FC Basel gab er am 24. August 2014 beim 4:0-Auswärtssieg gegen CS Italien Genève (GE) im Schweizer Cup. Sein Debüt in der Super League gab er am 23. September 2014 als Einwechselspieler beim 3:1-Heimsieg im St. Jakob-Park gegen den Vaduz. Im gleichen Spiel erzielte er sein erstes Tor. Für den FC Basel war die Spielzeit 2014/15 sehr erfolgreich. Das Team beendet den Fussballmeisterschaft 2014/15 als Meister mit 12 Punkten Vorsprung auf den 2. Platzierten BSC Young Boys und 25 Punkten Vorsprung auf den 3. Platzierten FC Zürich. Basel stand wiederholt im Final des Schweizer Cups, welcher aber gegen FC Sion 0:3 verloren ging. In der 2014/15 Champions League Saison avancierte Basel bis in die Achtelfinals. Während der Spielzeit 2014/15 bestritt der FC Basel insgesamt 65 Partien (36 Meisterschaft, 6 Cup, 8 Champions League und 15 Testspiele). Unter Trainer Paulo Sousa hatte Hamoudi insgesamt 28 Einsätze, davon 12 in der Super League, 2 im Cup, 4 in der Champions League, sowie 8 in Testspiele. Er schoss dabei 5 Tore, davon 1 in der Super League und 1 im Cup.
Am 5. August 2015 wurde bekannt, dass der FC Basel Hamoudi bis am 30. Juni 2016 an Zamalek ausleihen würde.